# 로베르토 코보

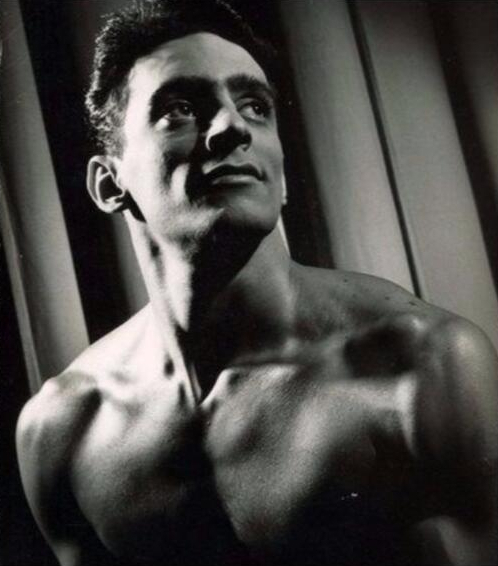

로베르토 코보(Roberto Cobo, 1930년 2월 20일 ~ 2002년 8월 2일)는 멕시코의 텔레비전 배우, 영화배우이다.
멕시코시티에서 태어났으며 멕시코시티에서 사망하였다.

## 영화
- 산티토스 (1999년)
- 종신형 (1979년)
- 한계가 없는 곳 (1978년)
- 맨발의 독수리 (1969년)
- 멕시코에서 버스 타기 (1952년)